# کوماسگو

کوماسگو شهری در شهرستان توئسه در استان بازگا در بورکینافاسوی مرکزی است و جمعیت آن ۲۵۵ نفر است.